# Бркинска бригада
Једанаеста словеначка народноослободилачка бркинска бригада (позната и под именом Снежничка бригада), формирана је 17. септембра 1943. године у Машуну. Углавном је била попуњена од бораца из бркинског и пившког краја. Крајем септембра 1943. у њеном се саставу налазило око 1200 бораца у четири батаљона. Командант бригаде био је Антон Видмар, а политички комесар Антон Долган. 
У току немачке Октобарске офанзиве у Словенији, бригада је бранила приступ немачким јединицама према Бркинима са пута Ријека-Трст и из праваца Диваче и Илирске Бистрице. Немачка војска је 2. октобра уништила њен 1. и 4. батаљон у близини данашњег језера Кливник, а око 90 бораца 2. и 3. батаљона након тога је распоређено у Истарски НОП одред. До 17. октобра 1943. године, када је бригада расформирана, преостале трупе су браниле прилаз према снежничким шумама из правца који је ишао путем Стари Трг-Забиче.